# 1. FSV Mainz 05
1. FSV Mainz 05 je njemački nogometni klub iz Mainza. Trenutačno se natječe u Bundesligi.

## Poznati igrači
- Milorad Peković
- Srđan Baljak

## Poznati treneri
- Jürgen Klopp

## Vanjske poveznice
- Službene klupske stranice
- Mrežna pismohrana od Mainza 05
- 1. FSV Mainz 05 na Abseitsu  Arhivirana inačica izvorne stranice od 14. listopada 2006. (Wayback Machine)
- Klupske statistike  Arhivirana inačica izvorne stranice od 11. ožujka 2007. (Wayback Machine)
- Mainz Online Fanzine